# Werner von Bülow
Werner von Bülow (Körchow, 4 luglio 1898 – Taganrog, 30 agosto 1943) è stato un militare tedesco.

## Biografia
Von Bülow apparteneva ad una famiglia della nobiltà tedesca. Il 15 giugno 1916 prese servizio nell'esercito durante la prima guerra mondiale come allievo ufficiale del 4º Reggimento della Guardia. Dalla metà di settembre del 1916 sino alla metà di gennaio del 1917 von Bulow portò a completamento il proprio addestramento come cadetto e nel febbraio del 1917 venne trasferito sul fronte occidentale. Qui, il 31 maggio 1917, venne promosso tenente. All'inizio di febbraio del 1918 venne assegnato al Lehr-Infanterie-Regiment. Da marzo, von Bülow venne impiegato nel III battaglione ma il 1 ottobre venne catturato prigioniero dai francesi, venendo rilasciato solo a metà febbraio del 1920
Dopo il suo ritorno in patria, inizialmente venne congedato dall'esercito ma il 12 aprile volle riprendere a tutti i costri il servizio militare. Il 2 agosto 1920 divenne membro della Schutzpolizei di Brema ed il 1 luglio del 1930 entrò nella polizia di Berlino. Il 1 dicembre 1934 raggiunse il grado di capitano. Lavorò quindi come ufficiale per i servizi segreti e, dopo la riforma dell'esercito, il 15 ottobre 1935 venne nominato comandante del 48º reggimento di fanteria ed il 1 agosto 1936 venne promosso maggiore. Il 10 novembre 1938 venne nominato comandante del I battaglione del 27º reggimento di fanteria d'istanza a Güstrow. Con questo reggimento prese parte alla campagna di invasione della Polonia che aprì il secondo conflitto mondiale ed il 1 gennaio 1940 venne promosso al rango di tenente colonnello. Von Bülow venne quindi spostato col suo battaglione sul fronte occidentale e dopo la fine dei combattimenti in Francia venne nominato comandante del suo reggimento, passando in seguito al 252º reggimento di fanteria. Con quest'ultimo reggimento, von Bülow venne coinvolto nelle operazioni di invasione dell'Unione Sovietica, guadagnandosi il 19 dicembre 1941 la Croce tedesca in oro. Promosso al grado di colonnello il 15 febbraio 1942, venne trasferito nella riserva di fureria. Il 2 marzo 1942 venne nominato comandante del 686º reggimento di fanteria per poi occupare, dal 21 ottobre 1942 al 14 aprile 1943, il ruolo di comandante del reggimento granatieri. Il 15 agosto 1943 venne nominato comandante della 111ª divisione di fanteria, ma morì in combattimento il 30 agosto 1943 presso Taganrog. Venne promosso al rango di generale "alla memoria" nel novembre di quello stesso anno.